# Большой новосибирский планетарий
Муниципальное казённое учреждение дополнительного образования города Новосибирска «Детско-юношеский центр „Планетарий“» (также известен как Большой новосибирский планетарий имени Анны Кикиной) — один из двух стационарных планетариев Новосибирска, наряду с учебно-научным центром «Планетарий» при Сибирском государственном университете геосистем и технологий. Является членом Ассоциации планетариев России.
Планетарий построен на одной из самых высоких точек Новосибирска — на Ключ-Камышенском плато в рамках федеральной программы празднования 50-летия полёта Юрия Гагарина и открыт в День российской науки 8 февраля 2012 года. Главным архитектором проекта является Поповский Игорь Викторович.
На базе Большого новосибирского планетария прошёл ряд масштабных мероприятий. В 2012 году — массовые наблюдения прохождения Венеры по диску Солнца. В 2014 году — международный фестиваль полнокупольных фильмов «Кинокупол». В 2017 году — две олимпиады для школьников: российская олимпиада «Малая Медведица» для ребят 5-7 классов и XIII Азиатско-Тихоокеанская астрономическая олимпиада. Ежегодно в сентябре планетарий вместе со своими партнёрами проводит Сибирский астрономический форум «СибАстро».
На втором этаже планетария размещены кафе-столовая, галерея, учебные аудитории и звёздный зал, рассчитанный на 151 место. Радиус купола, покрывающий зал, составляет 16 метров и смонтирован под углом 7° к горизонтальной плоскости. Наклон купола позволяет максимально приблизить проецируемое изображение к реальному пространству.
В планетарии действуют более 20 детских объединений с общим количеством обучающихся до 1000. Имеется студия по созданию полнокупольного контента. Создано несколько собственных фильмов, в том числе «Лики Солнца», «Мифы и легенды звёздного неба», «Туманности».
При планетарии имеется обсерватория с двумя телескопами: RC-360 системы Ричи-Кретьена производства новосибирской фирмы «Астросиб» и рефрактор ТАЛ-200 производства Новосибирского приборостроительного завода. С помощью этих телескопов проведен ряд интересных астрономических наблюдений.
На территории Новосибирского планетария построена башня, где находится один из самых больших в России маятников Фуко — на подвесе 15 метров, а также установлены самые большие в России экваториальные солнечные часы.